# Augustov
Augustov (polsky Augustów [augustuv], litevsky Augustavas) je město na severovýchodě Polska v Podleském vojvodství, sídlo okresu Augustov. Město leží na řece Netta a vodním kánalu Augustov, mezi jezery Necko, Białe a Sajno. V roce 2024 zde žilo 28 995 obyvatel.
V roce 1970 byl Augustovu udělen status lázeňského a relaxační střediska. V roce 1973 byly jeho součástí též některé okolní osady, které vytvořily oblíbené letovisko.

## Historie
Až do konce 13. století patřila oblast dnešního Augustova k zemím obývaným kmenem Jotvingianů, které nakonec roku 1283 porazil Řád německých rytířů. Po pádu Jotvingie se tato oblast zcela vylidnila a byla osídleny až v roce 1422, kdy byl uzavřen Melenský mír, který určil průběh hranic v této oblasti a začala tak opětovná kolonizace. Na konci 14. století stával na místní řece Netta malý germánský hrad Metenburg, který v roce 1392 zcela zničil velkovévoda Vytautas, není však zcela jasné, zda se nacházel poblíž centra města. 
V roce 1550 byli starosta Piotr Chwalczewski a architekt a inženýr Job Preytfus vysláni, aby osadu na severním břehu Netty založili. Augustov následně však získal magdeburská městská práva až 17. května 1557 od krále Zikmunda II. Augusta.  Do roku 1569 patřil Augustov k území Litevského velkovévodství. V roce 1570 byla ve městě ustanovena rada starších jako „separatum“ od knyszynské rady. Po několika letech vzkvétajícího rozvoje následovala série válek, které vedly město ke zkáze. Během švédské potopy bylo město vypáleno Tatary z armády Jana Kazimíra, kteří byli nespokojeni s dělením kořisti z bitvy u Prostki (1656). Během třetí severní války (1700–1721) byly v Augustově umístěny jednotky polské, švédské, ruské, saské a braniborské armídy. Vojsko kromě ničení přineslo mor (1710), který zdecimoval místní obyvatelstvo. 
V roce 1795 město obsadili Prusové a v letech 1807 a 1812 Napoleonova armáda. Mírné zlepšení vývoje přineslo 19. století. Po Vídeňském kongresu v roce 1815 se Augustów ocitl v hranicích Kongresového království Polska. Stalo se hlavním městem nově vytvořené provincie Augustov a od roku 1837 též guvernátu Augustov. Kanceláře byly dočasně umístěny v Suwałkách kvůli nedostatku vhodných budov. Návrhy na rozšíření Augustova v neoklasicistním stylu vypracoval Henryk Marconi. V roce 1825 byla pod vedením Ignacy Prądzyńského zahájena též výstavba vodního kanálu Augustov.
Rozvoj města byl přerušen vypuknutím listopadového povstání. V okolí Augustova probíhaly boje a město přecházelo z vlastnictví do vlastnictví. Po povstání již nebyly plány na rozšíření města realizovány. Augustovský kanál byl sice dokončen v roce 1839, ale nezískal tehdejší plánovaný hospodářský význam. Také během lednového povstání probíhaly v okolí Augustova boje, během kterých se proslavila zejména jednotka pod velením generála Józefa "Wawer" Ramotowského. V roce 1899 v souvislosti se stavbou carských kasáren získal Augustov železniční spojení. V 19. století v regionu vzkvétalo pašování kvůli blízkosti města k hranici mezi Pruskem a Ruskem.
Následné události první a druhé světové války přinesly městu zkázu. Na konci září 1939 zničily okupační sovětské úřady Piłsudského pomník ve městě a na jeho místě postavily obelisk na počest Stalina ; ve městě byla v té době postavena také Leninova socha. 22. června 1941, po bitvě u Augustova, město obsadili Němci. V letech 1941–1944 byl Augustov v hranicích správního obvodu v Bialystoku. V srpnu 1941 zřídili Němci v Augustově ghetto pro židovské obyvatelstvo. K likvidaci ghetta dochází zanedlouho po jeho založení – v listopadu 1942.
V červenci 1945 provedla Rudá armáda a NKVD společně s polským ministerstvem pro národní ochranu tzv. Augustowský zátah za účelem dopadení tzv. prokletých vojaků. Sověti v oblasti zřídili síť filtračních táborů, kde drželi Poláky pod širým nebem spoutané ostnatým drátem v jámách zaplavených vodou.
Od poloviny 20. let 20. století se Augustov stal oblíbeným letoviskem. Od roku 1993 má město statut lázní (v okolí se nachází bohatá ložiska bahna, v blízkosti prameny minerálních vod).

## Turistika

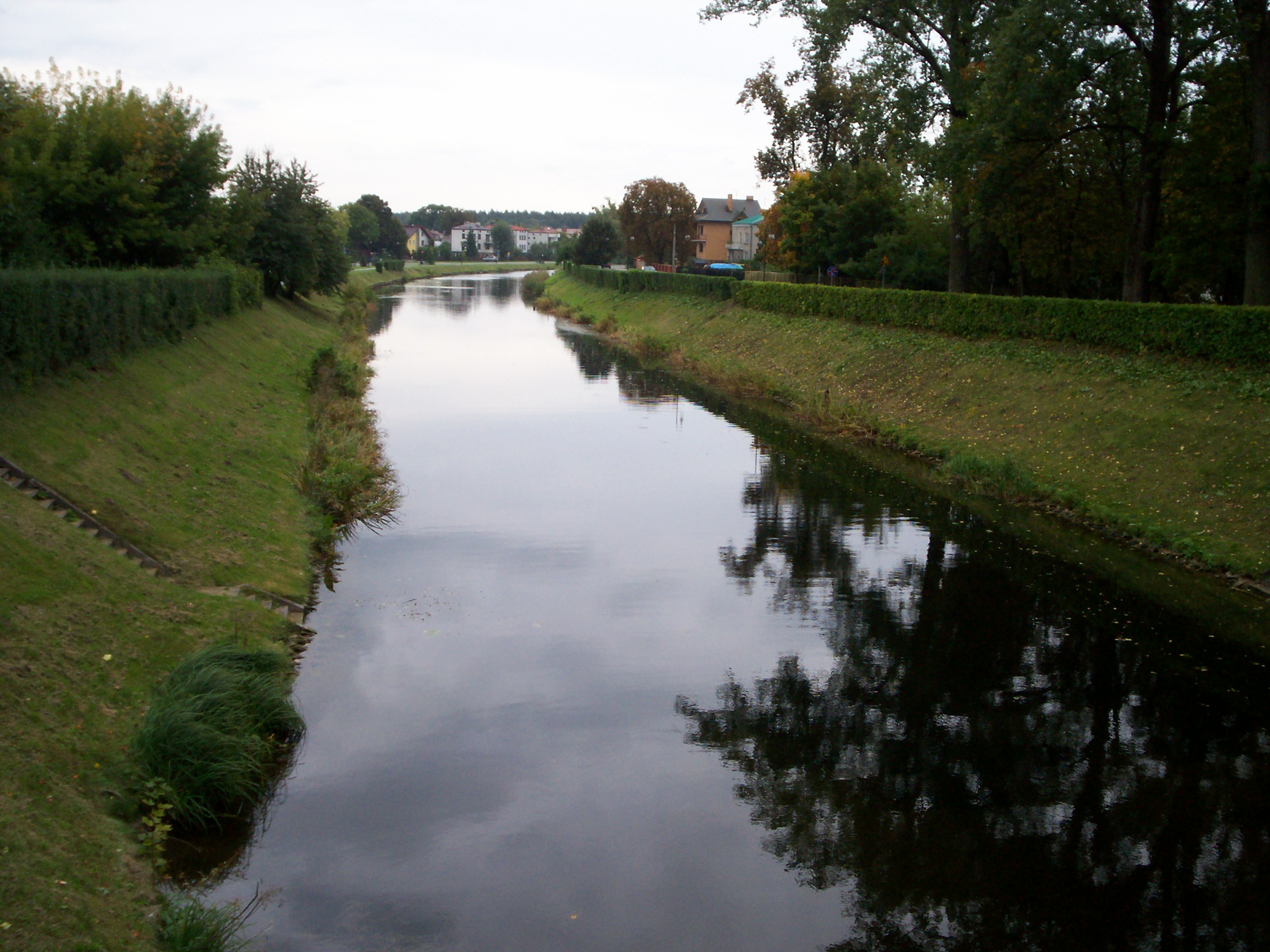
Vodní kanál Augustów

Ačkoliv je Augustov městem nevelkým, skýtá mnoho míst otevřená turistům. Jedním z nich je "Oficerski Yacht Club Hotel", postavený ve 30. letech 20. století - armádní jachtařský klub, který byl obnoven a přeměněn na letovisko. Nachází se na okraji jednoho z mnoha jezer v regionu. Pamětní křeslo má ve městě bývalý papež Jan Pavel II. ze své první a poslední návštěvy města. Oblíbené jsou také výlety lodí po přilehlých jezerech a hlavní Staroměstské náměstí má stále své původní dlážděné uličky. V místních lázních se díky rašelině z ložiska Kolnica, léčí ortopedická a traumatická onemocnění, revmatologická onemocnění, či osteoporóza. 
Každoročně přijíždějí stovky motorkářů na místní motorkářský festival Augustowskie Motonoce. Mezi kapely, které se v průběhu let účastnily oslav, patří polská Bright Ophidia, AGE, ZZ Top Czech Revival Band, AC/DC Show Ukraina, Kraków Street Band a jiní.
Kažoročně na konci července se v Augustově koná Mistrovství Polska v „plavání na čemkoli“ (Mistrzostwa Polski w Pływaniu Na Byle Czym „Co ma pływać, nie utonie).

### Kuchyně

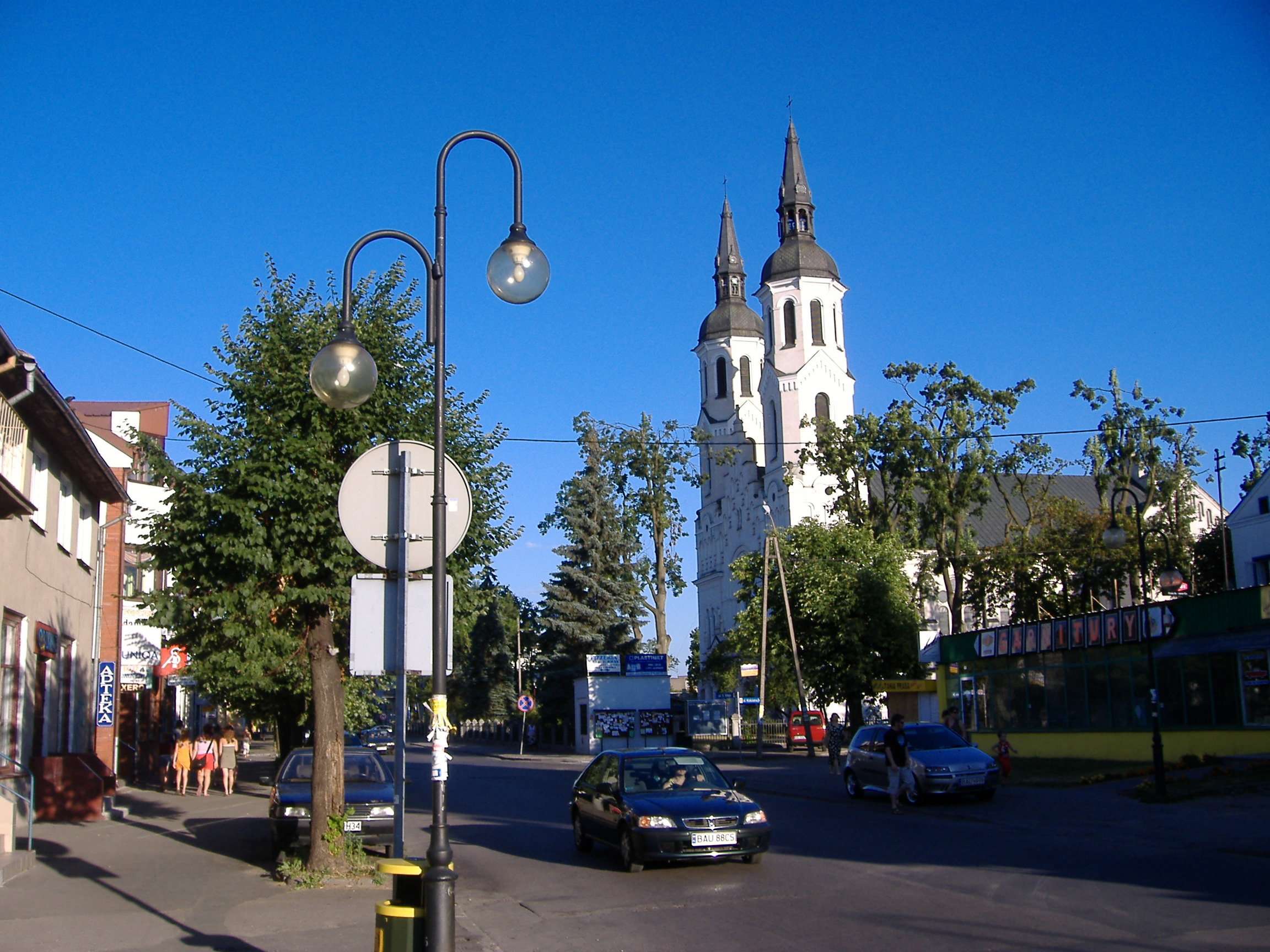
Bazilika Nejsvětějšího Srdce Ježíšova

Mezi oblíbená tradiční jídla severovýchodního Polska zahranující i Augustov patří cepelíny a bramborová babka. Oblíbenými regionálními koláče jsou sękacz a mrowisko (doslovně přeloženo jako „mraveniště“).
Mezi oficiálně chráněné tradiční potraviny z Augustova a okolí patří též augustovský med (miód augustowski), který se vyrábí v několika variantách,  a augustowska jagodzianka, místní drožďová roláda plněná borůvkami a s drobenkou - oblíbený dezert. 

## Pamětihodnosti

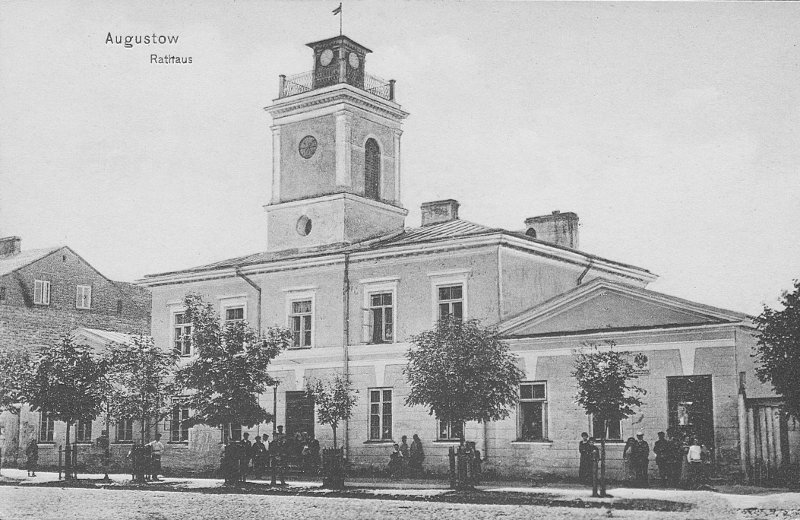
Radnice před rokem 1914

- Radnice před rokem 1914Augustovský vodní kanál (1824–1839) - nejvýznamnější památka regionu, v roce 2007 uznána za historickou památku, plavební komory Przewięź a Swoboda (oba z let 1826-1827) jsou původní, nacházejí se na správních hranicích města, zdymadlo Augustów bylo postaveno v letech 1947-1948 vedle původního objektu.
- Urbanisticky vystavěné centra města z 16.–19. století.
- Stará pošta (1829) – ul. Wybickiego 1, klasicistní komplex bývalé pošty, navržený Henrykem Marconim, nyní hudební škola.
- Budova přístavního úřadu (1829) – sídlí zde historické oddělení Augustovského kanálu, které je součástí městského muzea.
- Důstojnický jachtařský klub (1935) – spol. Kardynała Wyszyńskiego 1, modernistické hotelové zařízení u jezera Białe Augustowskie.
- Turistický dům (1939) – ul. Sportowa 1, modernistický hotel na Biała Góra u jezera Necko, navržený Maciejem Nowickim, spolutvůrcem budovy Organizace spojených národů v New Yorku.
- Městský park na náměstí Zikmunda Augusta II.
- Nájemní dům na náměstí Zikmunda Augusta II. – jedna z nejstarších plně dochovaných budov v Augustově (v prosinci 1812 zde pobýval Napoleon Bonaparte).
- Železniční stanice Augustów (1897) v okrese Lipowiec.
- Bazilika Nejsvětějšího Srdce Ježíšova (1906–1911)
- Kostel Panny Marie Čenstochovské (konec 19. století) –postavený jako posádkový kostel.
- Farní hřbitov (z počátku 19. století) – ul. Zarzecze, nejstarší náhrobek pochází z roku 1839, na hřbitově je také několik litinových náhrobků z poloviny 19. století.
- Hřbitov sovětských vojáků z 2. světové války, vedle farního hřbitova.
- Sakrální areál Studzieniczna (část města) – zahrnuje mj.
  - Dřevěný kostel Panny Marie (1847)
  - Zděná novorenesanční kaple P. Marie (1872)
  - Farní hřbitov Studzieniczna (19. století)

## Doprava

### Silniční doprava
Město je uzlem silniční dopravy a jeho zvláštní význam je způsoben jeho spojením s Litvou. Přes Augustów vedou tranzitní silnice k hraničním přechodům Budzisko č. 8 a Ogrodniki č.16. Varšavu s Augustovem spojuje státní silnice č. 61 přes města Pułtusk, Ostrołęka, Łomża a Grajewo v délce 257 km. Městem prochází též regionální silnice č. 664 k plánovanému hraničnímu přechodu Lipszczany–Sofijewo s Běloruskem a provinční silnice č. 662 do města Suwałki. 
7. listopadu 2014 byl otevřen obchvat Augustova (DK8) a úsek rychlostní silnice S61 od křižovatky „Raczki“ po křižovatku „Letiště“ (Suwałki Południe).

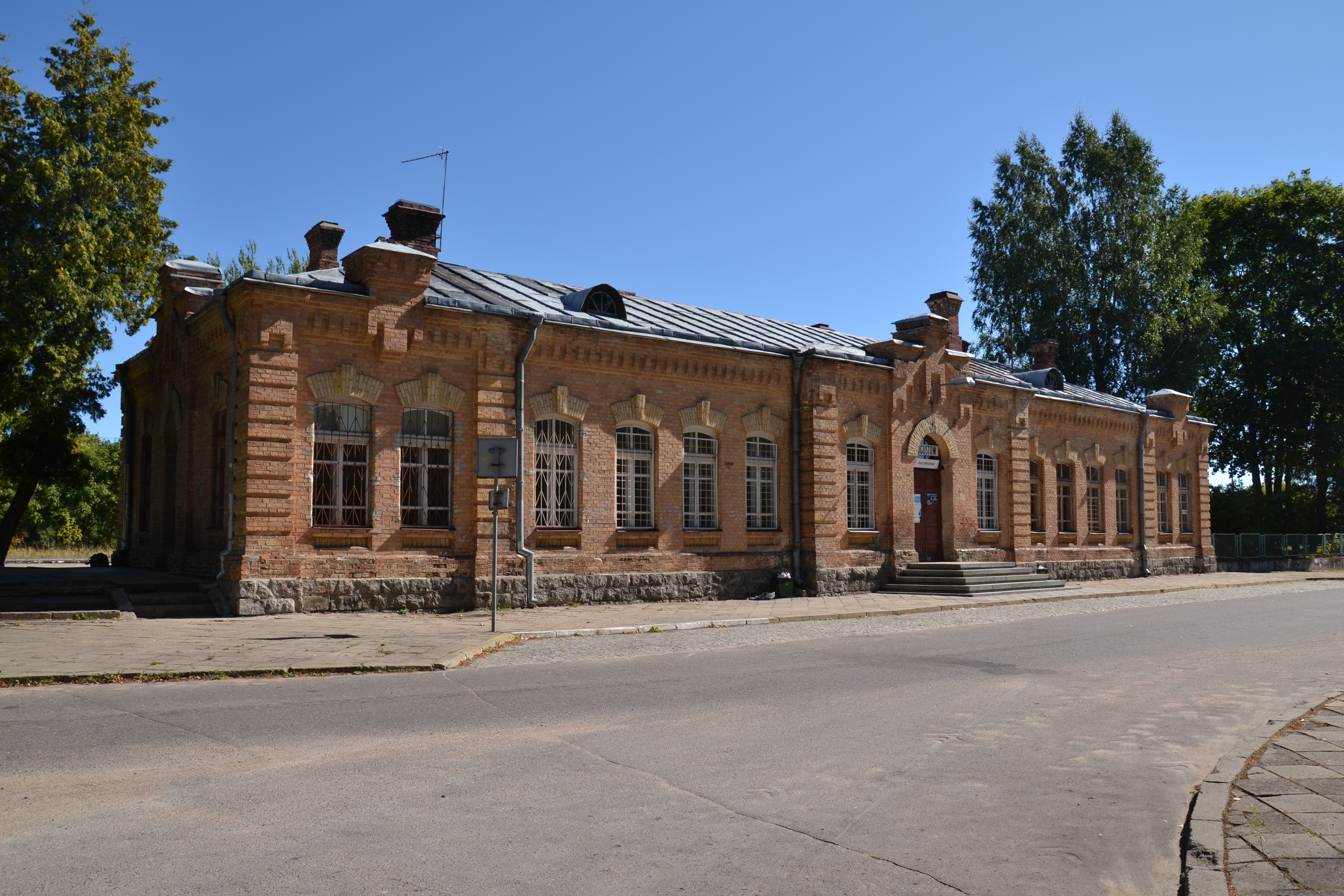
Nádraží v Augustówě

### Železniční doprava
Přes Augustów vede železniční trať č. 40 (Sokółka–Suwałki). Asi 3 km severně od centra města se nachází železniční stanice a také vedlejší zastávka Augustów Port (pouze pro osobní vlaky). Augustov má přímé železniční spojení na jih přes Sokółku s Białystokem a Varšavou a na sever s Suwałki a městečkem Šeštokai v Litvě.

### Městská hromadná doprava
V současné době provozuje městskou hromadnou dopravu v Augustově společnost Przedsiębiorstwo Transportowe, jinak též "Necko". V květnu 2022 provozovala 8 autobusů - 2krát Solaris Urbino 10 a 6krát Solaris Alpino 8,6. Prázdninový provoz autobusové dopravy je ve městě zdarma pro obyvatele narozené ve městě a turisty, kteří si zakoupili speciální kartu na MHD. V roce 2024 do vozového parku přibyly 4 elektrobusy Solaris Urbino 9 LE electric.

## Partnerská města

### Partnerská města
V současnosti jsou partnerskými městy Augustova tato sídla:
- Dębica, Podkarpatské vojvodství, Polsko
- Druskininkai, Litva
- Porto Ceresio, Itálie
- Rudki, Lvovská oblast, Ukrajina
- Supraśl, Podleské vojvodství, Polsko
- Szklarska Poręba, Dolnoslezské vojvodství, Polsko
- Tuusula, Finsko

#### Bývalá partnerská města
- Grodno, Bělorusko (2008-2022)
- Slonim, Bělorusko (2008-2022)

Vztahy s partnerskými městy v Bělorusku radnice přerušila kvůli běloruské podpoře ruské invaze na Ukrajinu v roce 2022.